# Walker Art Gallery
Walker Art Gallery är ett konstmuseum i Liverpool i England. Det grundades 1877 av Sir Andrew Barclay Walker. Det är ett av Storbritanniens största konstmuseer utanför London. Museet är en del av National Museums Liverpool där även Lady Lever Art Gallery ingår.

## Historia
De första stegen mot en konstmuseum i staden togs när Liverpool Royal Institution förvärvade 37 målningar från den skuldsatte William Roscoe. Ett galleri öppnades för detta ändamål 1843 och 1860 öppnades William Brown Library and Museum i Liverpool. Det fanns dock fortfarande ett behov av ett renodlat konstmuseum och 1873 initierade borgmästaren och bryggaren Andrew Barclay Walker (1824–1893) bygget av ett nytt museum. Året därpå lade prins Alfred grundstenen och 1877 kunde Edward Stanley, earl av Derby, inviga museet. Den nyklassicistiska byggnaden ritades av Cornelius Sherlock och Henry Hill Vale.
Åren 1931–1933 var museet stängt för ut- och ombyggnation. Under andra världskriget var det åter stängt, samlingen transporterades bort till skyddade lokaler och byggnaden användes för administration och distribution av ransoneringsböcker.        

## Samlingen
Alfabetisk lista över ett urval målningar i samlingen
Walker Art Gallerys stora konstsamling innefattar italienska och nederländska målningar från 1300–1550 och europeisk konst från 1550–1900, inklusive verk av Giambattista Pittoni, Peter Paul Rubens, Rembrandt och Nicolas Poussin samt impressionister såsom Claude Monet och Edgar Degas. Där finns även brittisk konst från 1700- och 1800-talet, till exempel George Stubbs och William Turner samt en stor samling av verk av prerafaeliterna. Från 1900-talet är till exempel Lucian Freud, David Hockney och Gilbert och George representerade. Utöver måleri ingår även litografier, teckningar, textilier, glaskonst och en stor skulptursamling samt brittisk keramik.

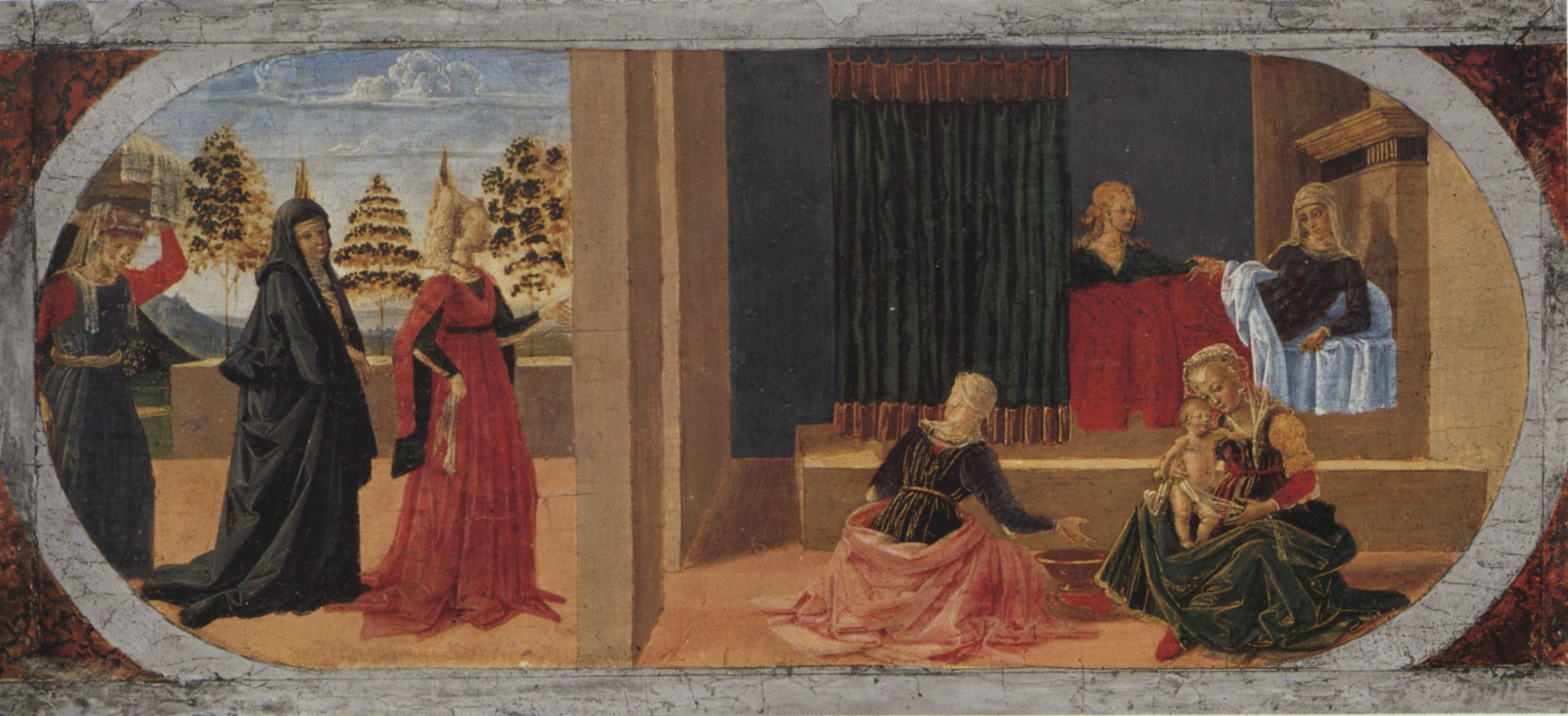
Pietro Perugino, Nascita della Vergine (ca 1473).
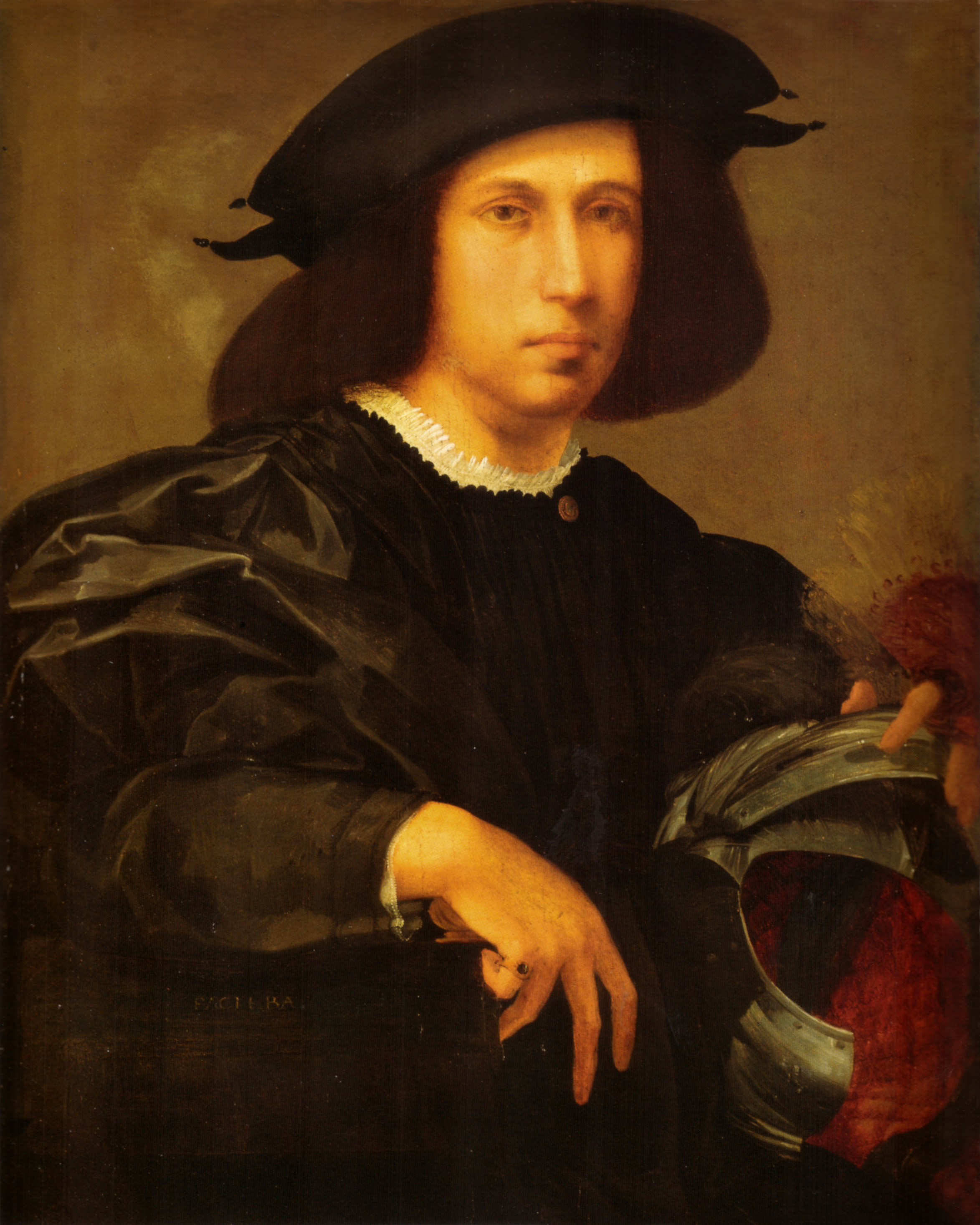
Rosso Fiorentino, Porträtt av en ung man med hjälm (ca 1520).
Kopia av Hans Holbeins porträtt av Henrik VIII (1500-talet).
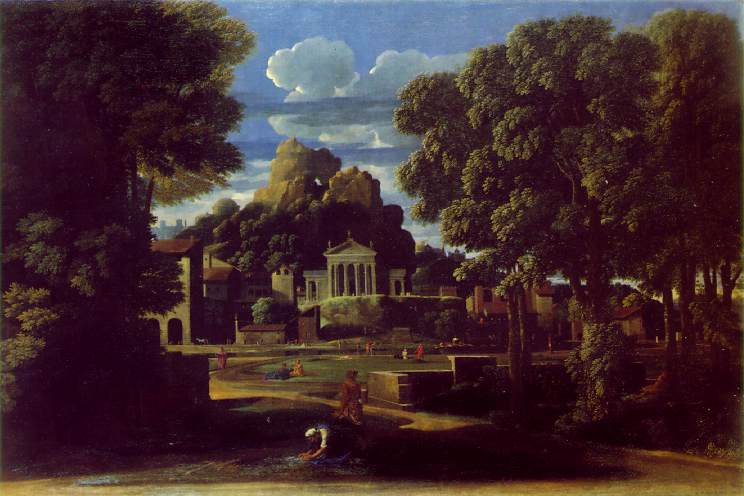
Nicolas Poussin, Landskap med Fokions aska (1648).
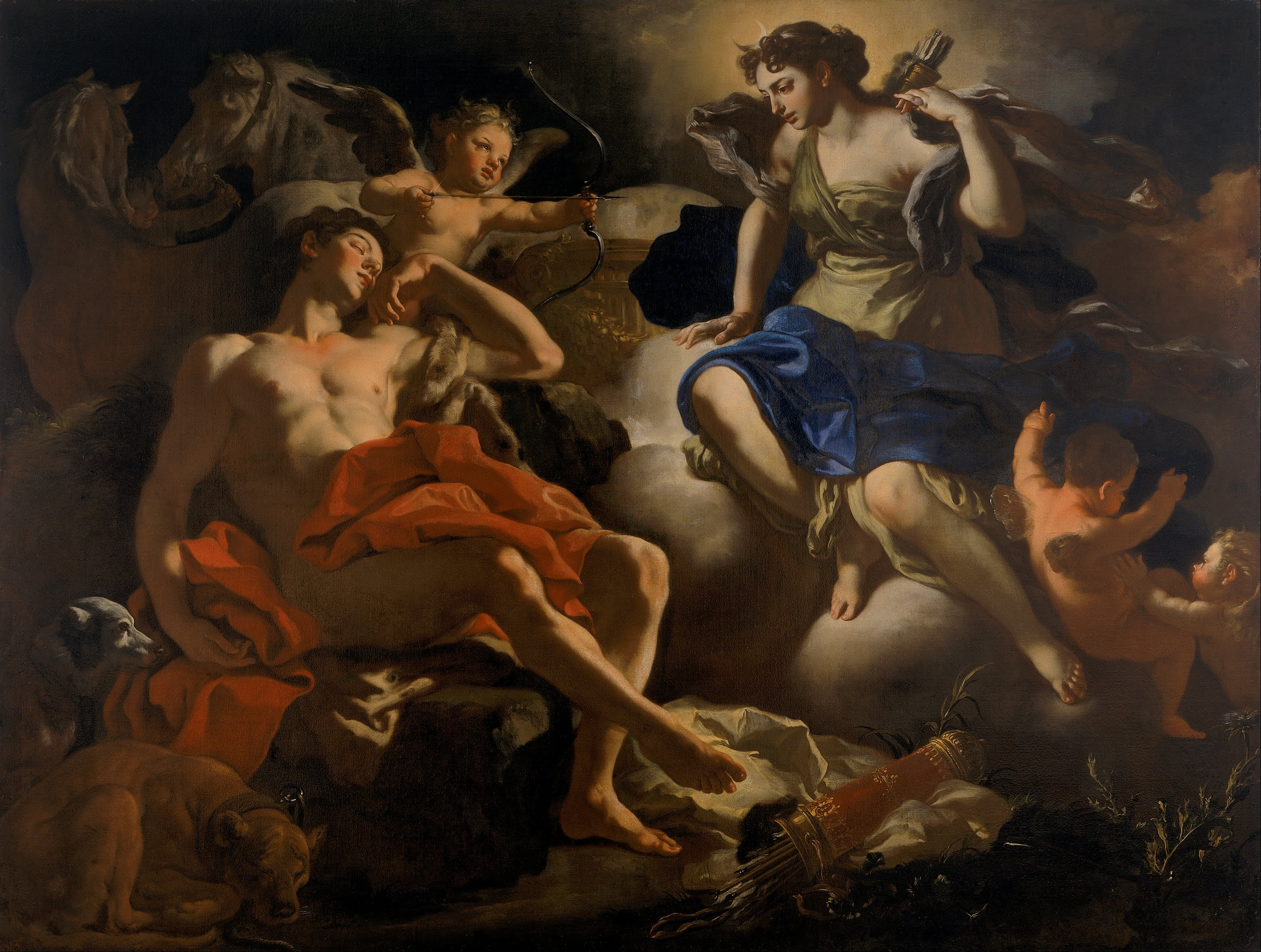
Francesco Solimena, Diana and Endymion (ca 1710).
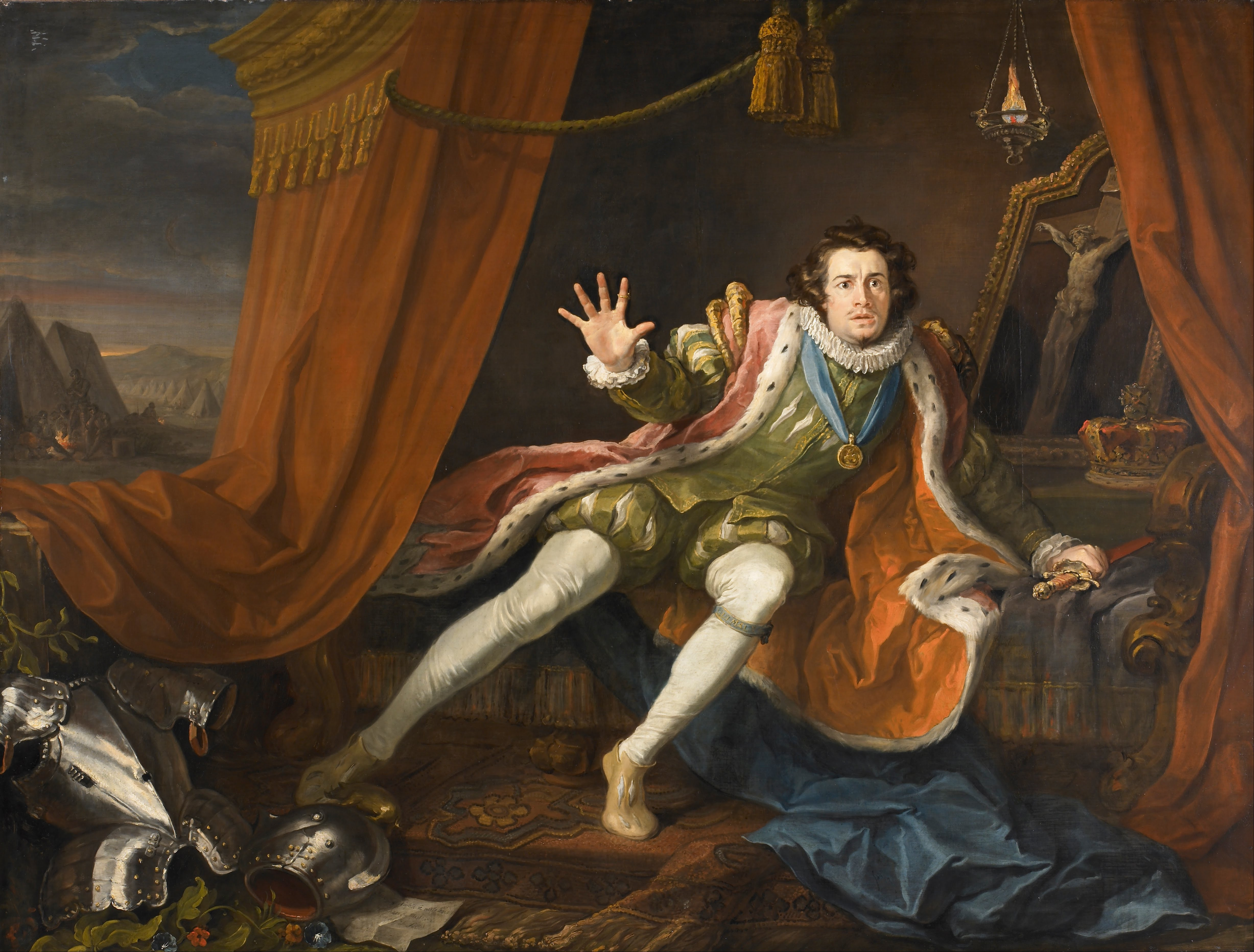
William Hogarth, David Garrick as Richard III (ca 1745).
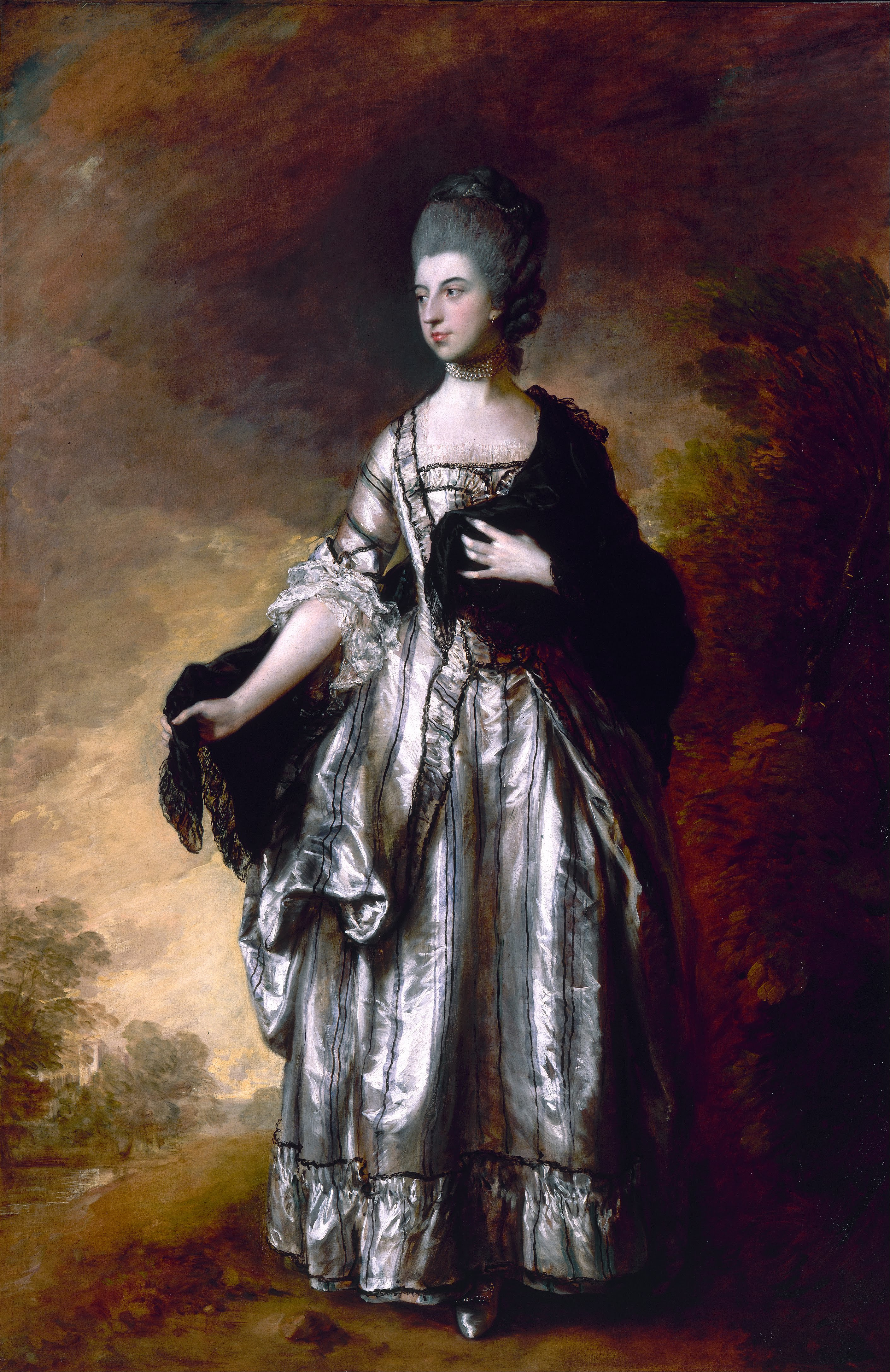
Thomas Gainsborough, Isabella, Viscountess Molyneux, later Countess of Sefton (1769).
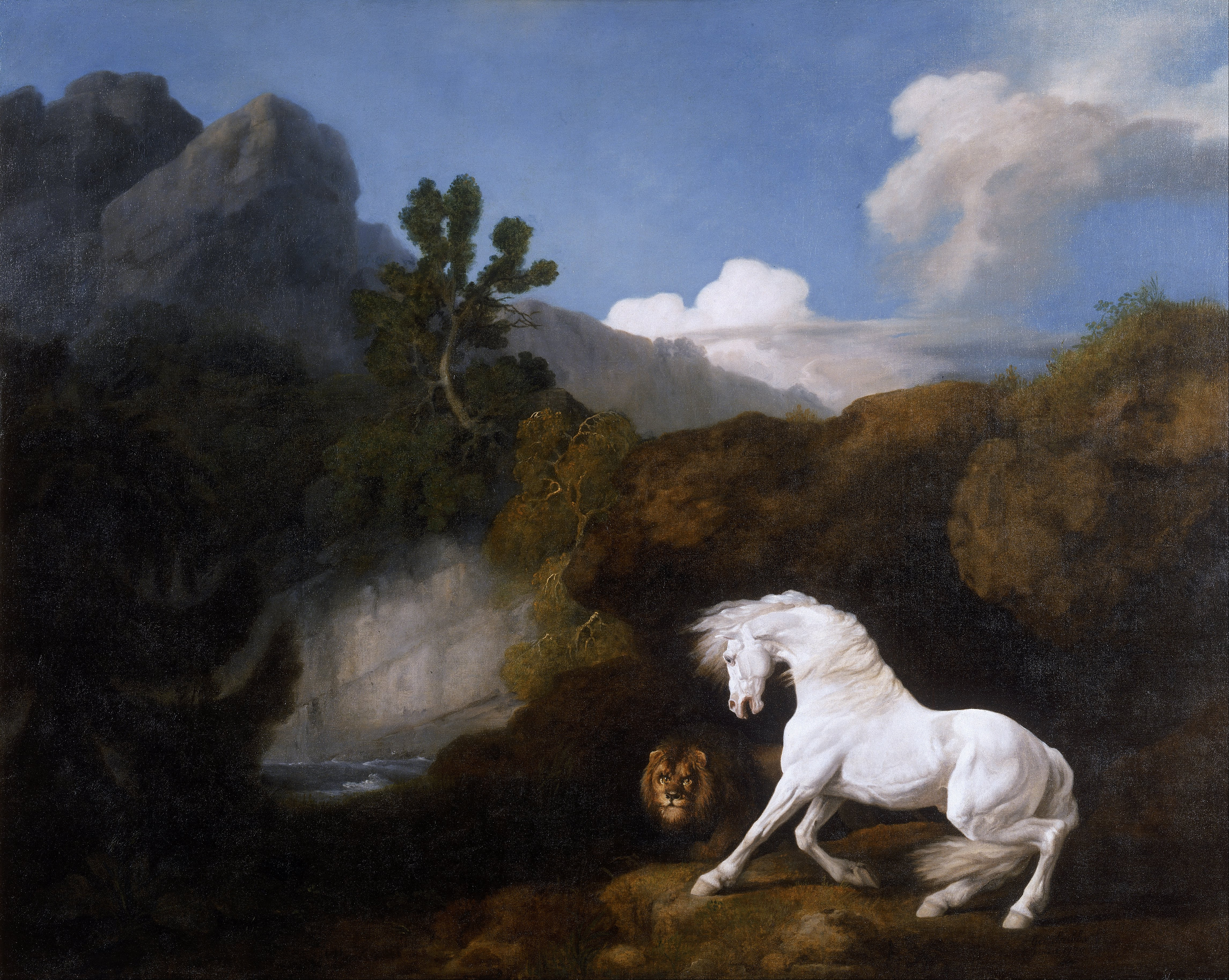
George Stubbs, Häst skrämd av ett lejon (1770).
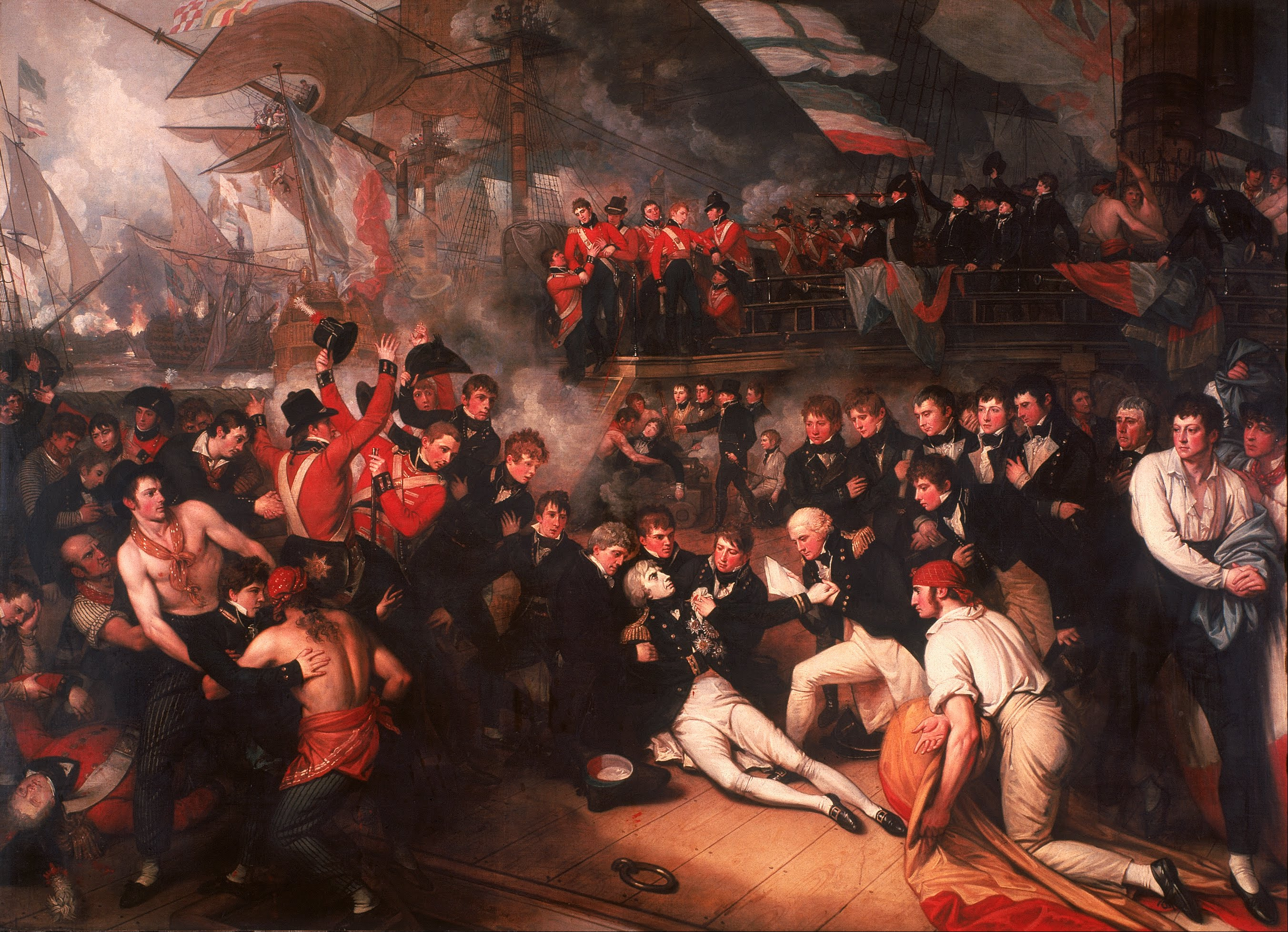
Benjamin West, The Death of Nelson (1806).
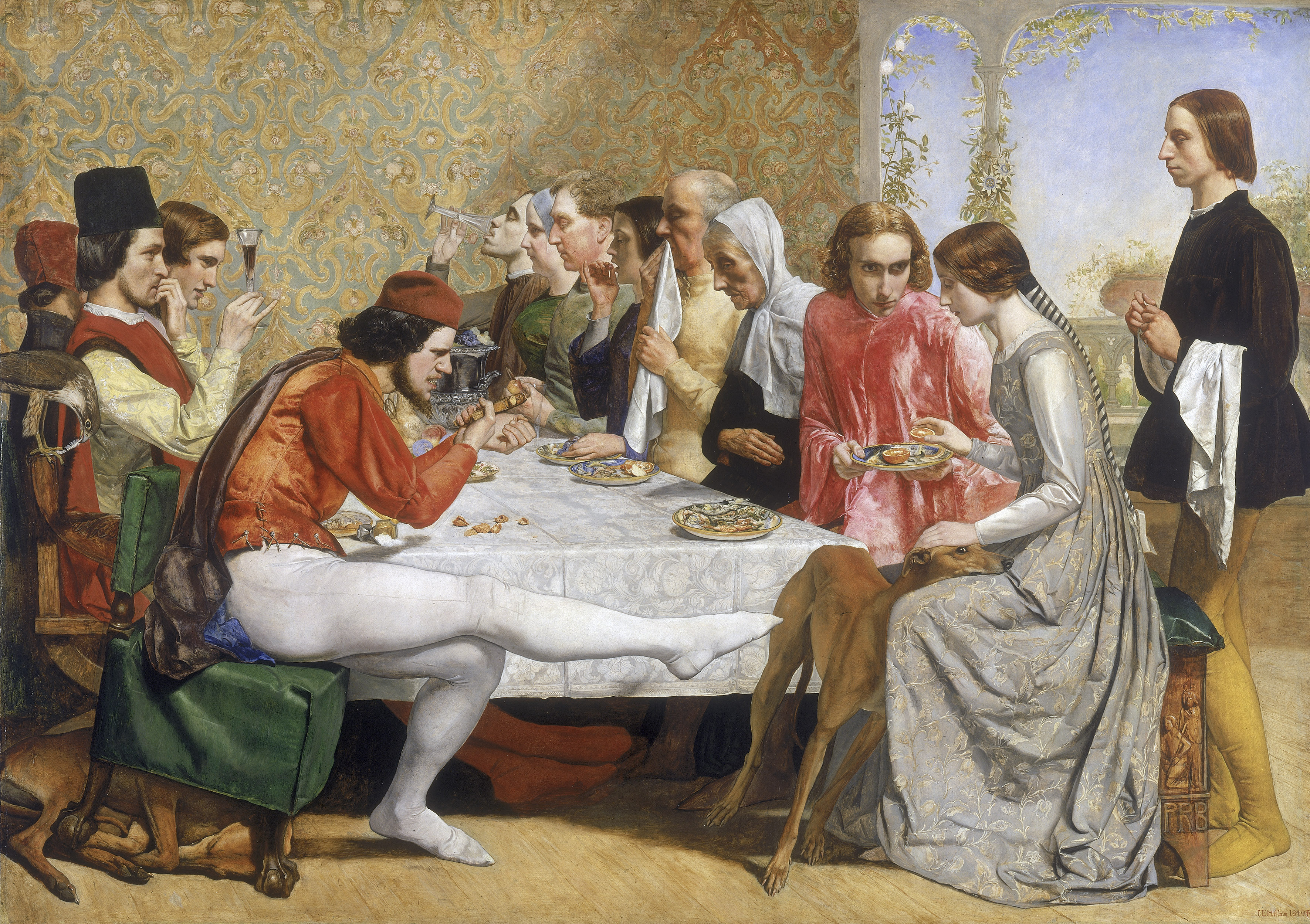
John Everett Millais, Isabella (1849).
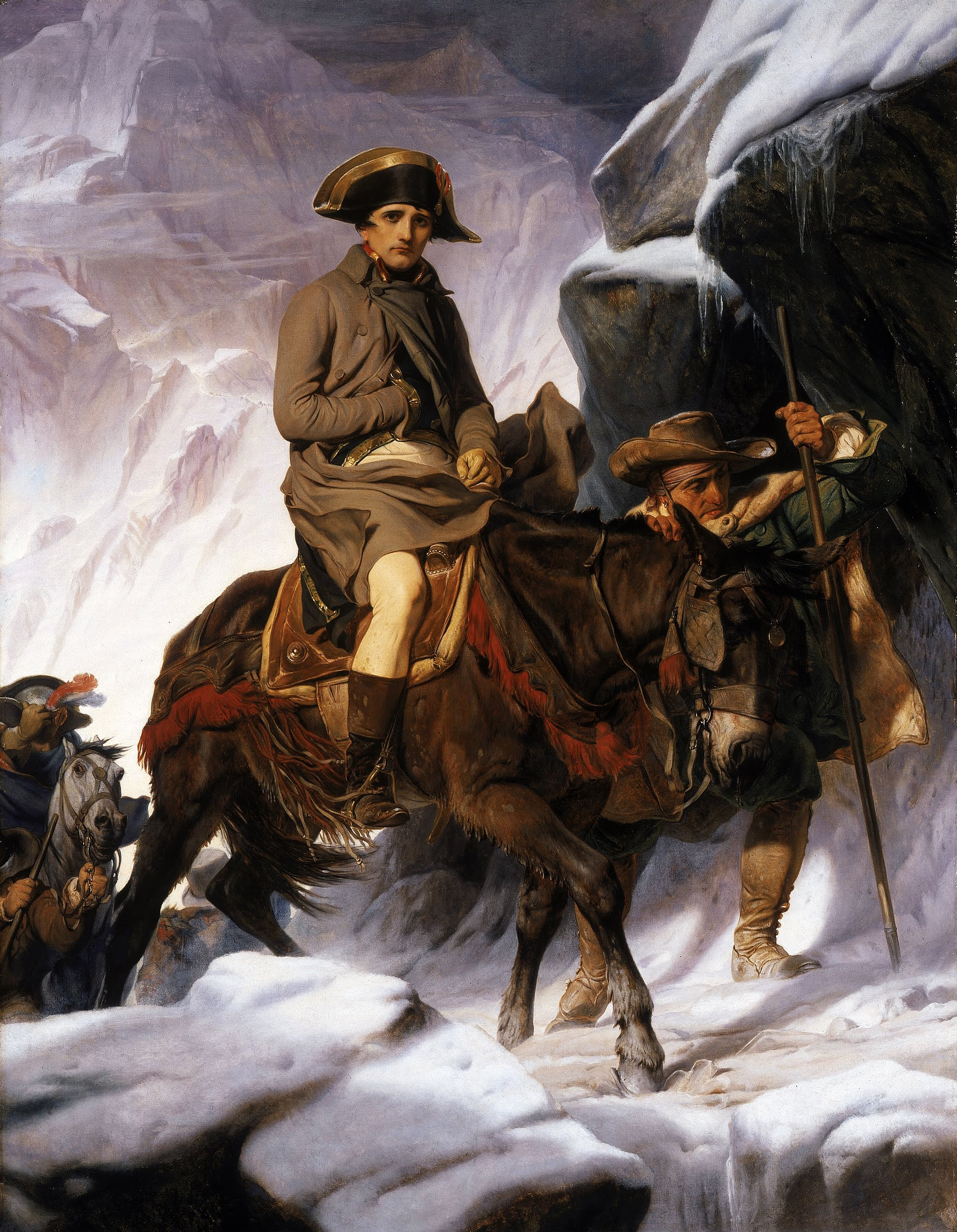
Paul Delaroche, Napoleon Crossing the Alps (1850).
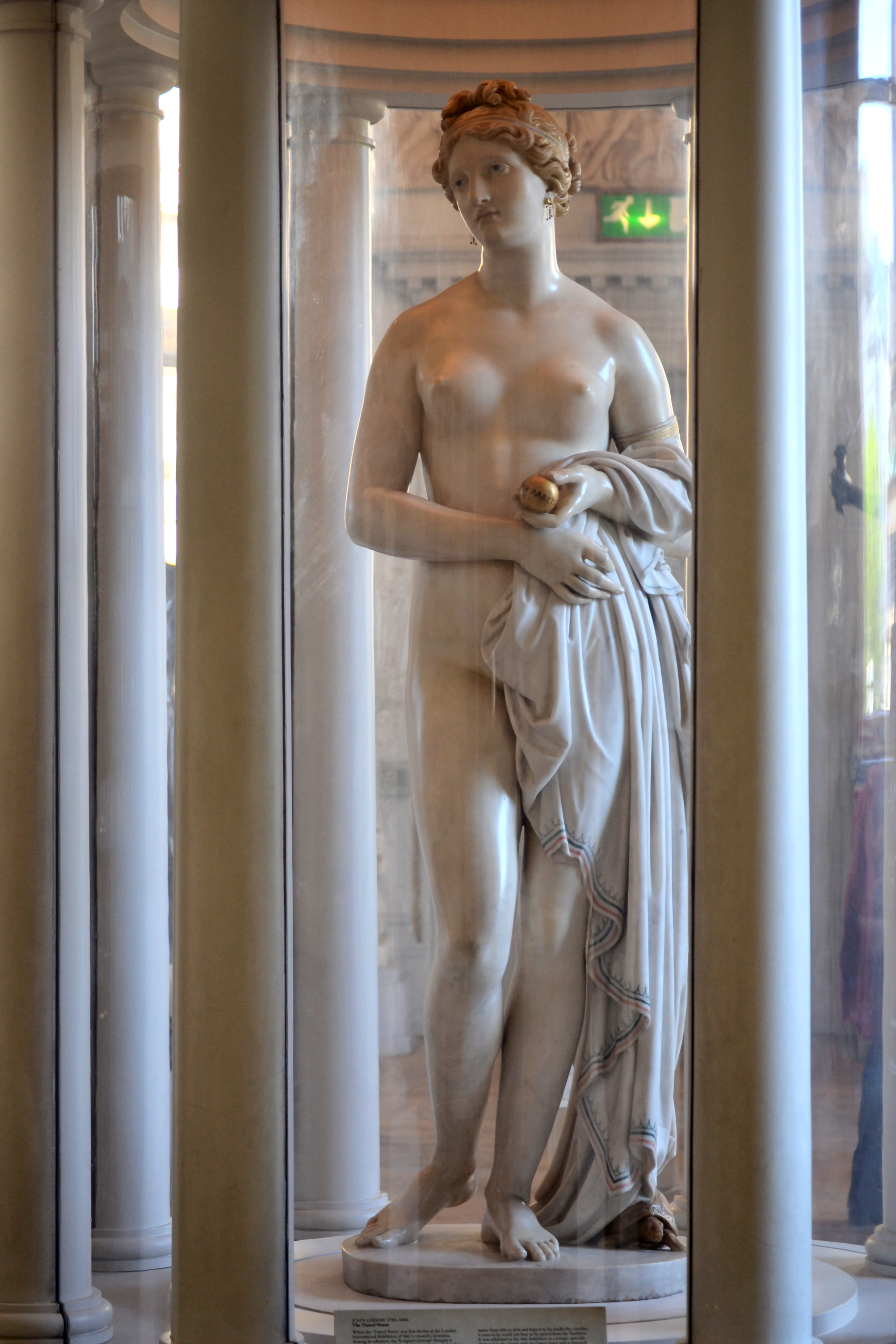
John Gibson, The Tinted Venus (1862).
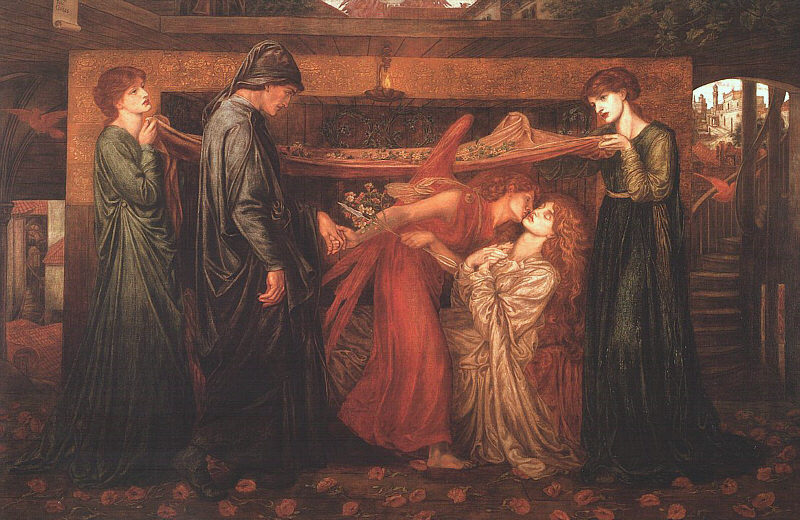
Dante Gabriel Rossetti, Dantes dröm (1871).
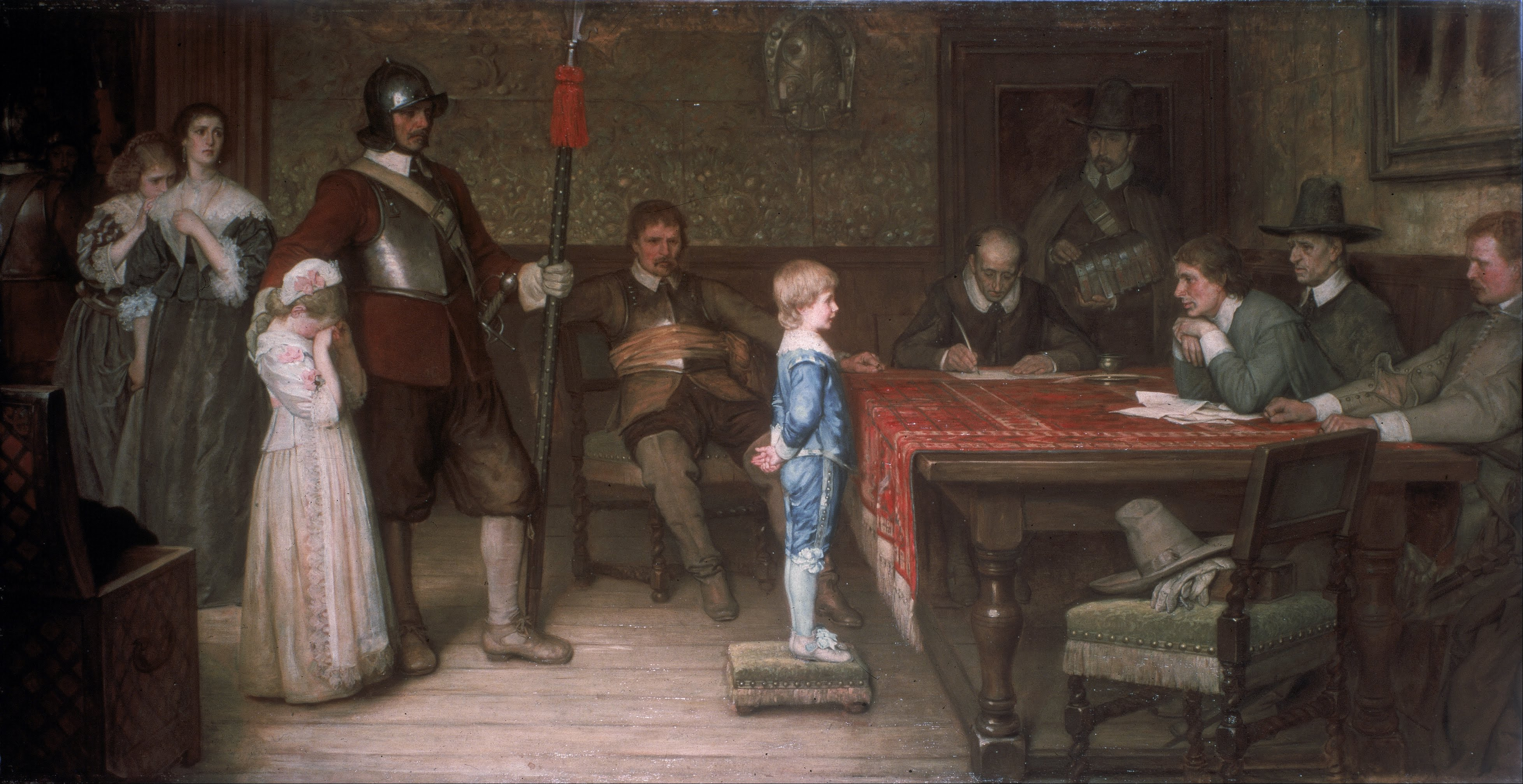
William Frederick Yeames, And when did you last see your father? (1878).
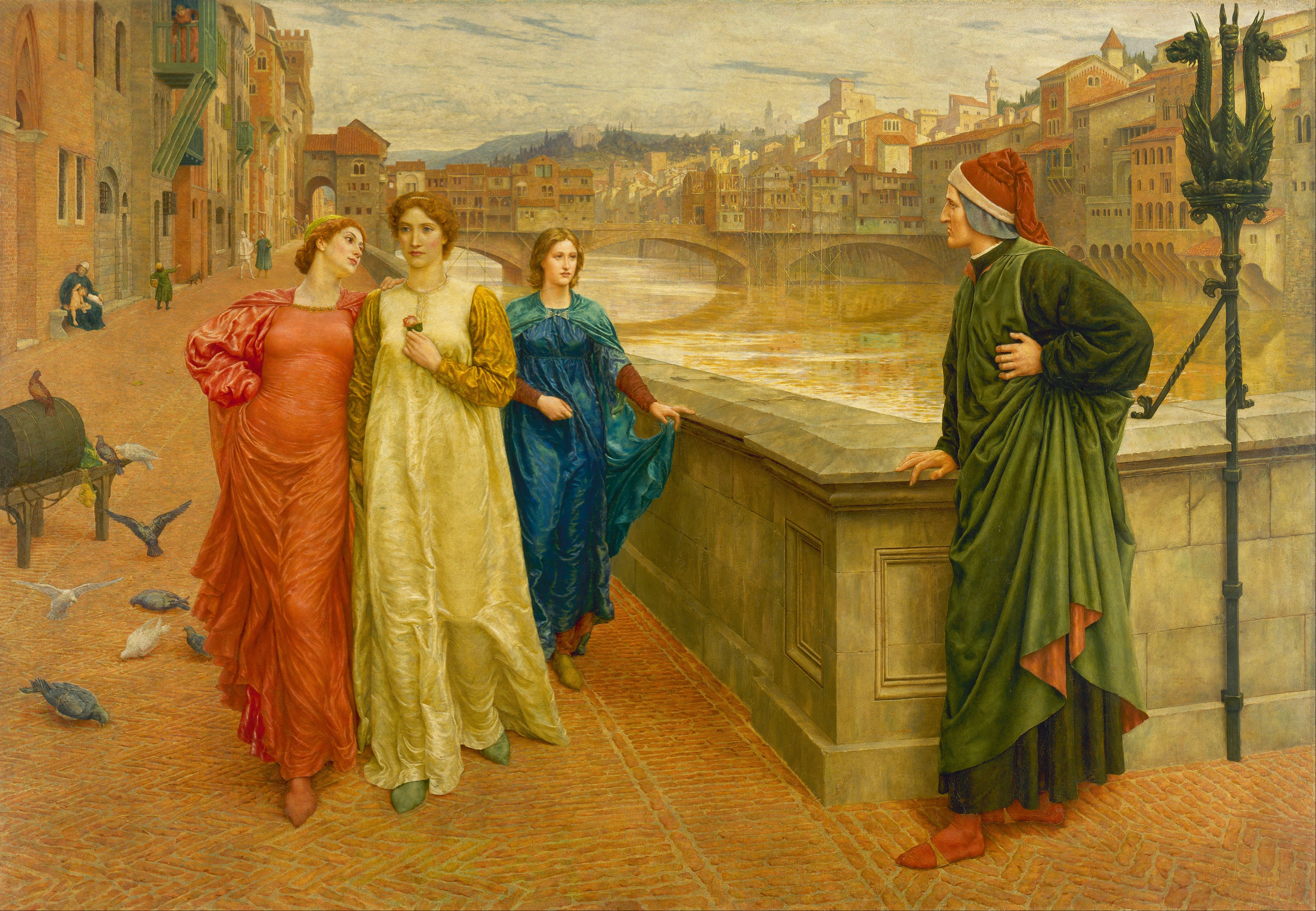
Henry Holiday, Dante and Beatrice (1882–1884).
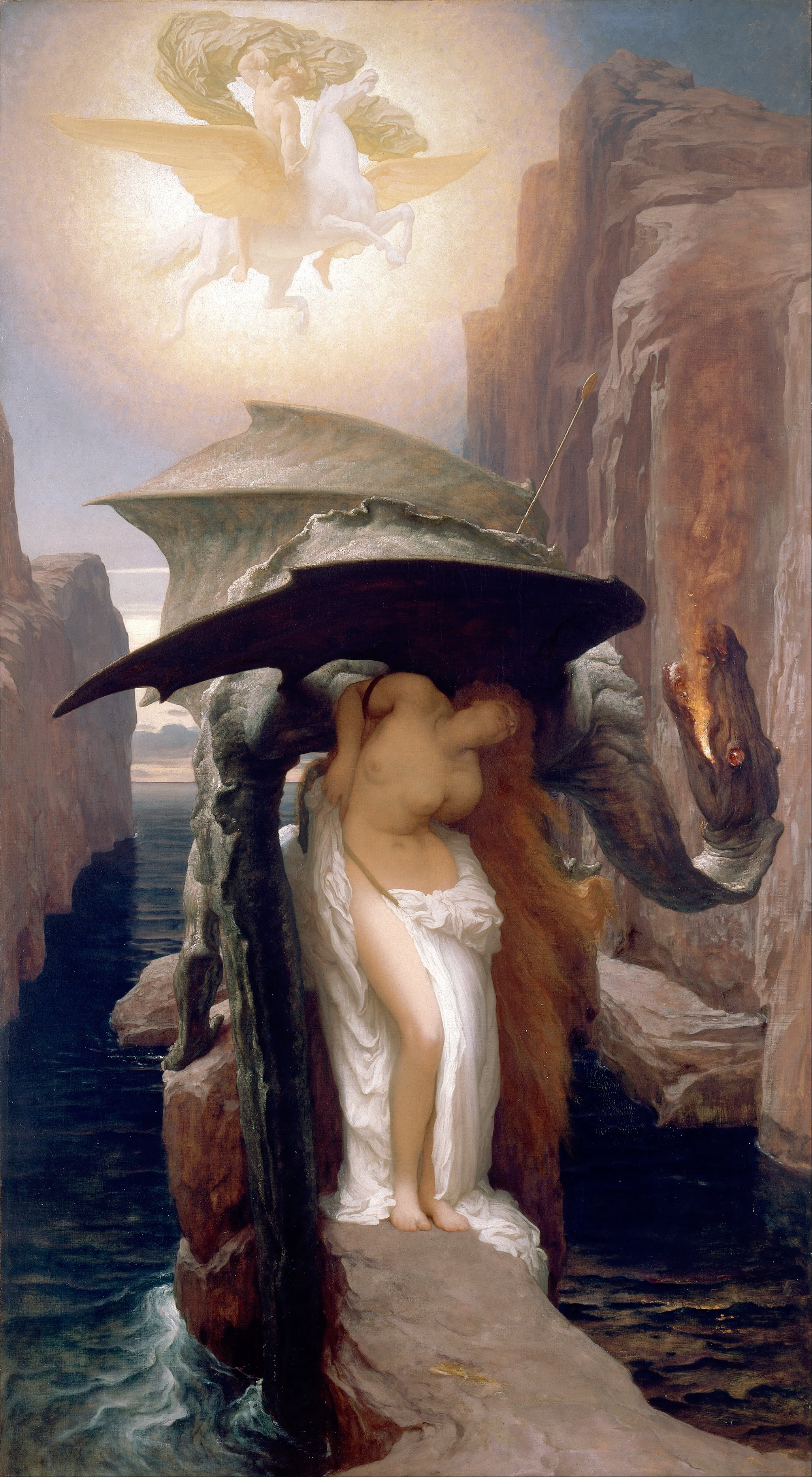
Frederic Leighton, Perseus och Andromeda (1891).
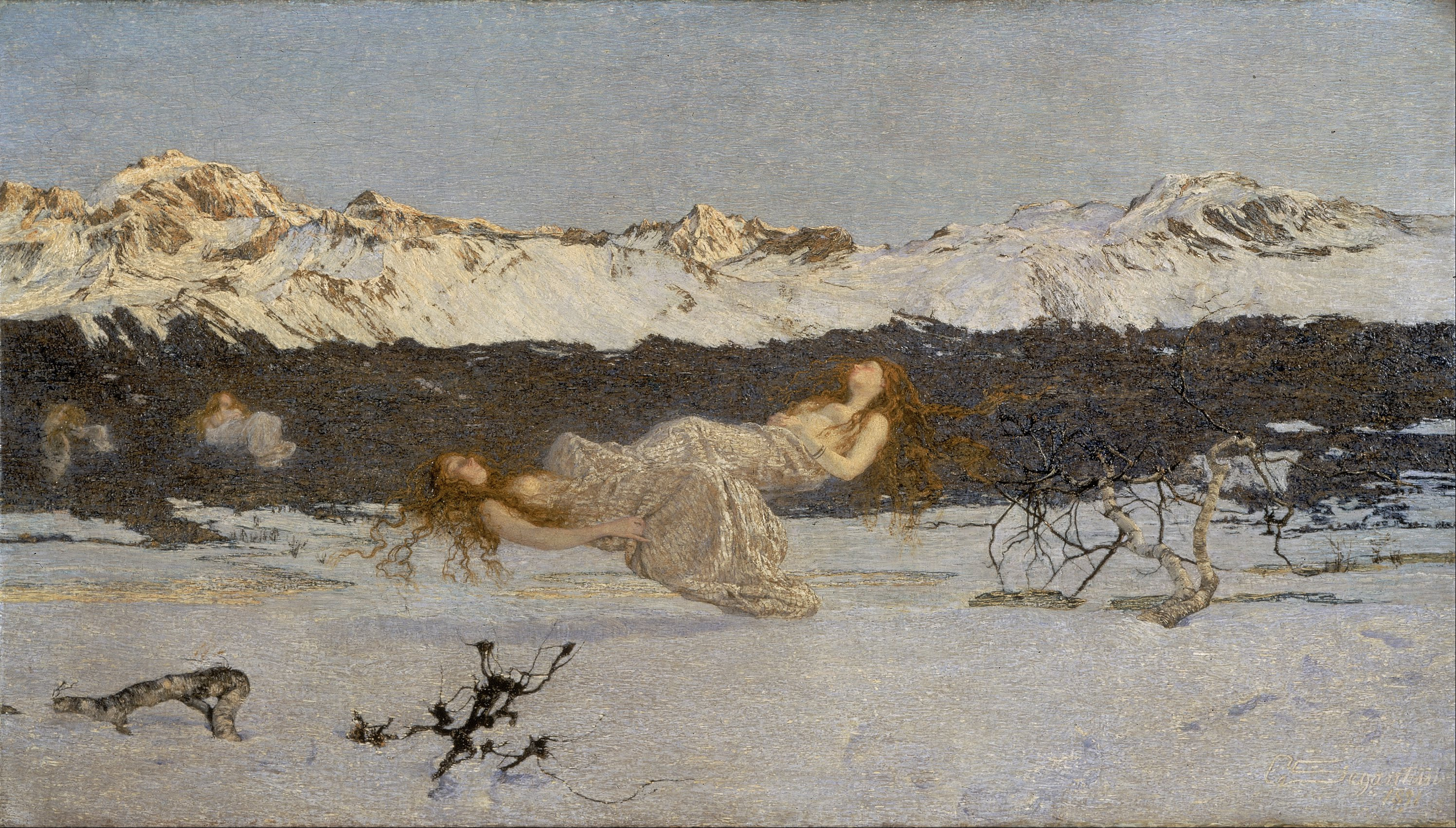
Giovanni Segantini, The Punishment of Lust (1891).
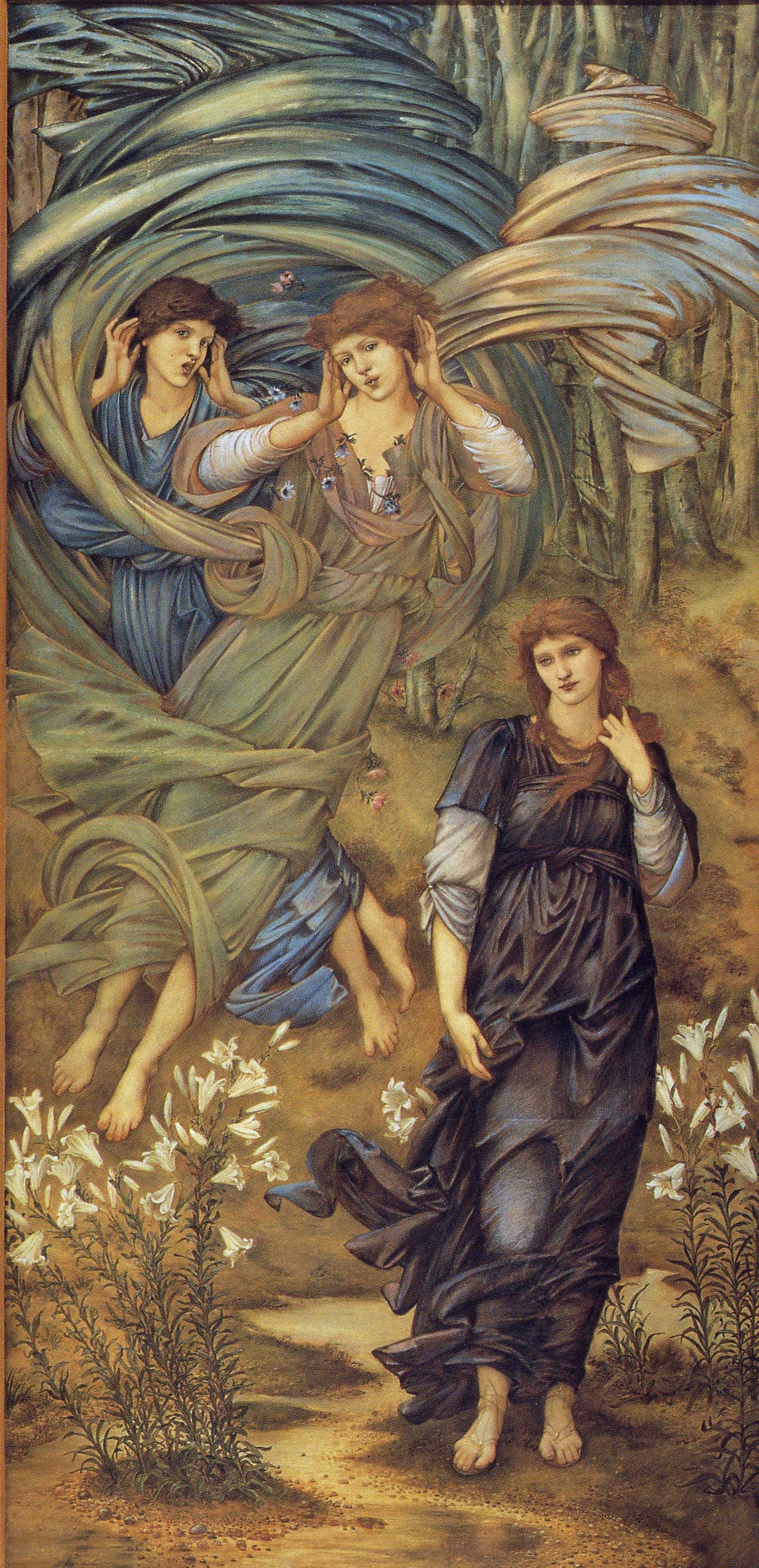
Edward Burne-Jones, Sponsa de Libano (1891).
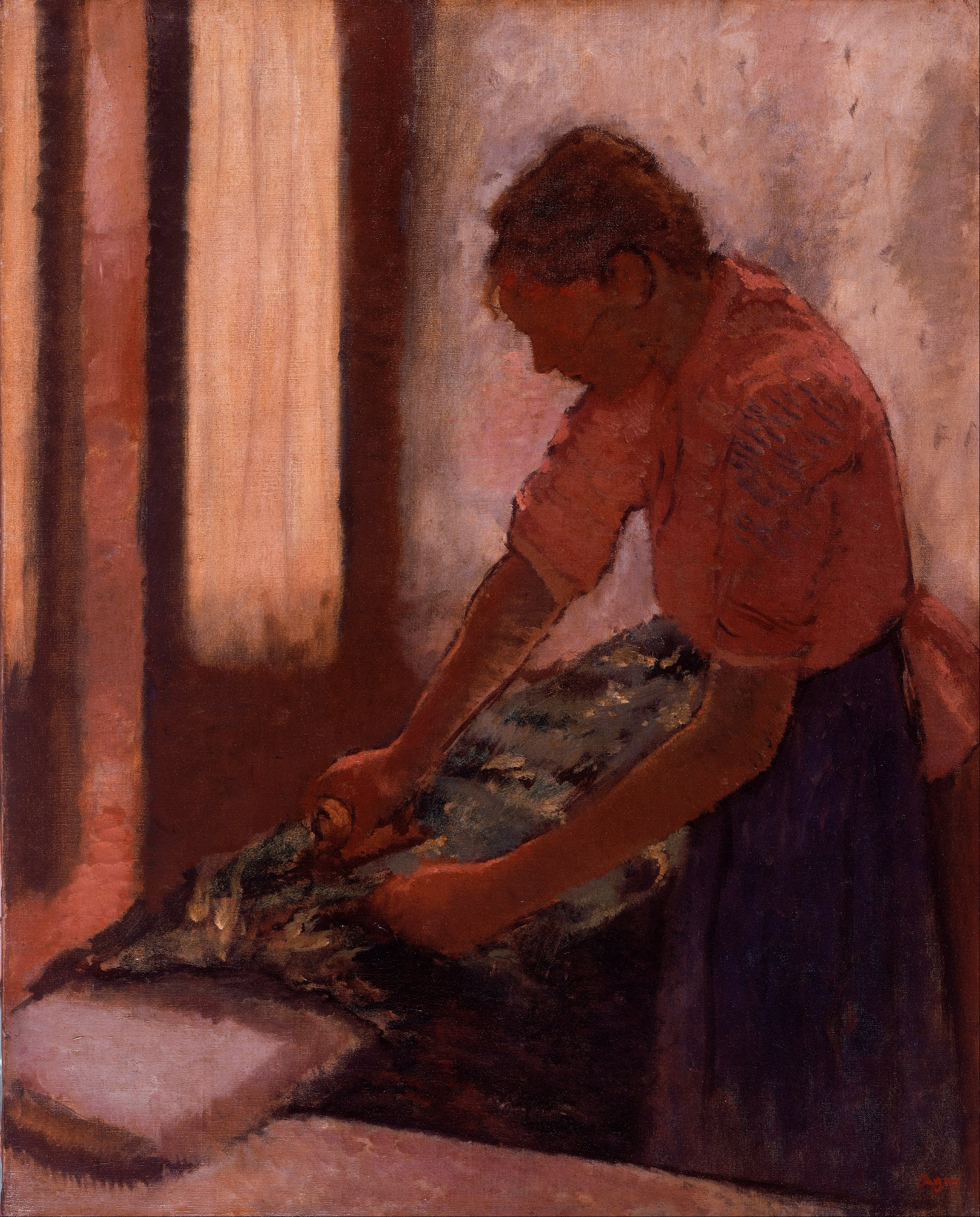
Edgar Degas, Woman Ironing (ca 1895).
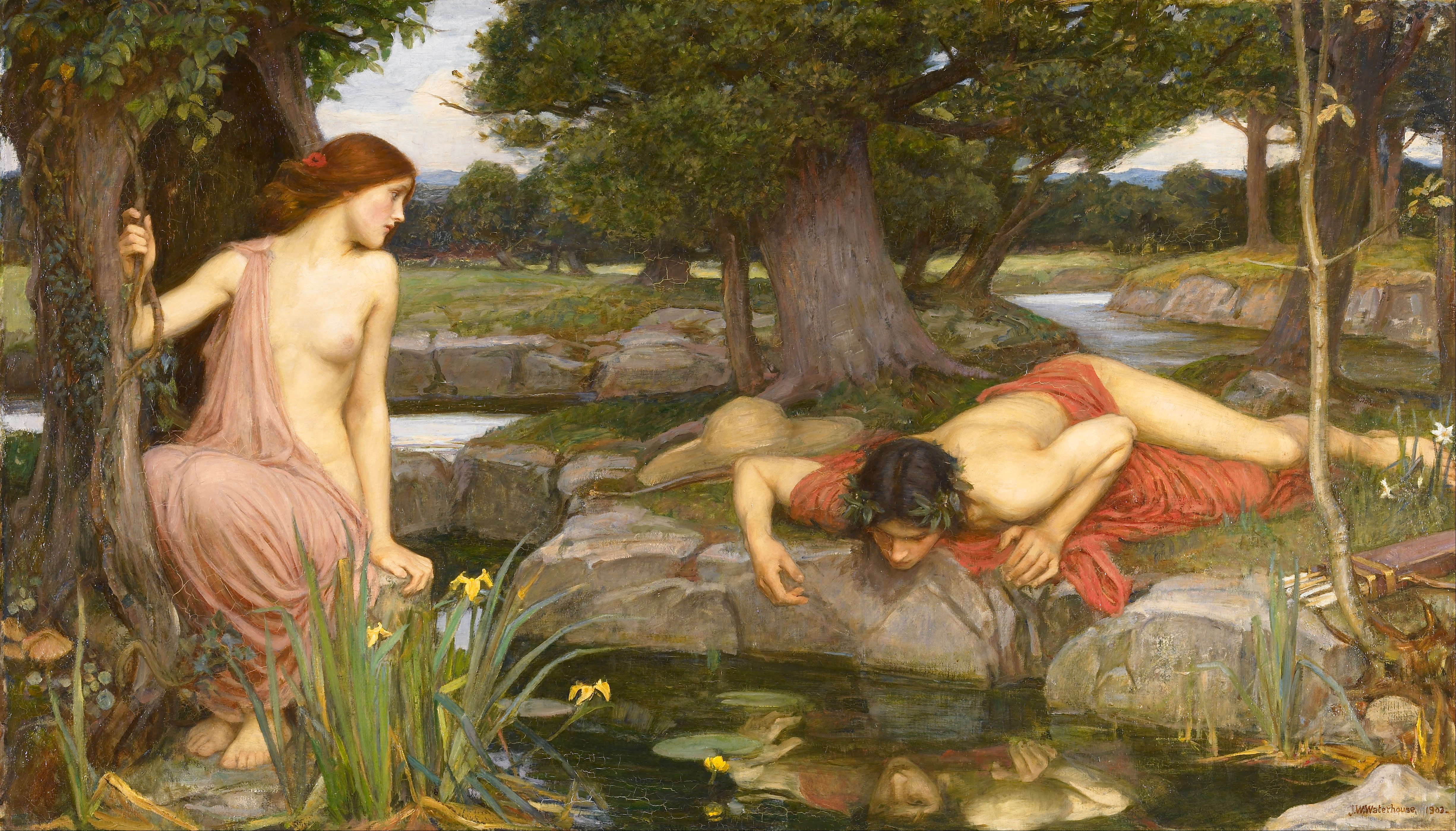
John William Waterhouse, Echo och Narkissos (1903).